# Ciclismo contrarreloj femenino en los Juegos Suramericanos de 2014
La prueba de Contrarreloj Femenino de ciclismo en Santiago 2014 se llevó a cabo el 9 de marzo de 2014 en las calles de Santiago. Participaron en la prueba 12 ciclistas.

## Resultados
| Rank              | Nacionalidad | Triatleta            | Tiempo Total | Diferencia |
| ----------------- | ------------ | -------------------- | ------------ | ---------- |
| Medalla de oro    | Brasil       | Fernanda da Silva    | 30:53:09     |            |
| Medalla de plata  | Colombia     | María Luisa Calle    | 31:11:08     | +0:17.99   |
| Medalla de bronce | Brasil       | Clemilda Fernandes   | 31:32:62     | +0:39.53   |
| 4                 | Venezuela    | Lilibeth Chacón      | 32:00:14     | +1:07.05   |
| 5                 | Argentina    | Cristina Greve       | 32:43:19     | +1:50.10   |
| 6                 | Argentina    | Inés Gutiérrez       | 32:50:12     | +1:57.03   |
| 7                 | Colombia     | Luz Tovar            | 33:04:56     | +2:11.47   |
| 8                 | Chile        | Francisca Navarro    | 33:12:85     | +2:19.76   |
| 9                 | Chile        | Constanza Paredes    | 34:00:22     | +3:07.13   |
| 10                | Bolivia      | Valeria Escobar      | 34:45:92     | +3:52.83   |
| 11                | Paraguay     | Agua Marina Espínola | 35:26:47     | +4:33.38   |
| 12                | Venezuela    | Angie González       | NT           |            |

NT: No termina